# Sung Yu-chi
Dans ce nom chinois, le nom de famille, Sung, précède le nom personnel.
Sung Yu-chi (né le 16 janvier 1982 à Shulin) est un taekwondoïste taïwanais. Il a obtenu la médaille de bronze lors des Jeux olympiques d'été de 2008 dans la catégorie des moins de 68 kg. Sung avait remporté l'année précédente les Championnats du monde en moins de 72 kg.